# چاغان‌دلگر
شهرستان چاغان‌دِلگِر (به زبان مغولی: Цагаандэлгэр сум، [Cagaandelger sum]؛ ᠴᠠᠭᠠᠨ ᠳᠡᠯᠭᠡᠷ ᠰᠤᠮᠤ، [čaɣan delger sumu]) یک شهرستان (سُوم) در مغولستان است که در استان دوندغوبی واقع شده‌است. چاغان‌دِلگِر ۳٬۴۲۸ کیلومتر مربع مساحت دارد.

## تقسیمات اداری
شهرستان چاغان‌دِلگِر متشکل از ۴ قصبه (باغ) می‌باشد، شامل:
- جارغالانت (مغولی: Жаргалант баг، [Žargalant bag]؛ ᠵᠢᠷᠭᠠᠯᠠᠩᠲᠤ ᠪᠠᠭ، [jirɣalaŋtu baɣ])
- جامین‌اولان (مغولی: Замын-Улаан баг، [Zamyn-Ulaan bag]؛ ᠵᠠᠮ ᠤᠨ ᠤᠯᠠᠭᠠᠨ ᠪᠠᠭ، [jam-un ulaɣan baɣ])
- خارات (مغولی: Хараат баг، [Xaraat bag]؛ ᠬᠠᠷᠠᠭᠠᠲᠤ ᠪᠠᠭ، [qaraɣatu baɣ])
- دِلگِرِخ‌جام (مغولی: Дэлгэрэх зам баг، [Delgerex zam bag]؛ ᠳᠡᠯᠭᠡᠷᠡᠬᠦ ᠵᠠᠮ ᠪᠠᠭ، [delgerekü jam baɣ])